# Čertova hráz
Čertova hráz je přírodní památka v katastrálních územích Kozojedy u Kralovic a Lednice v přírodním parku Rohatiny, ve východní části okresu Plzeň-sever. Chráněné území je v péči Krajského úřadu Plzeňského kraje.

## Předmět ochrany
Předmětem ochrany je dokonale vytvořený okrouhlík z fylitových hornin v hluboce zaříznutém meandrujícím údolí Kralovického potoka.

## Okolí
V okolí se nacházejí štoly a haldy po těžbě vitriolové břidlice. Štoly jsou obývány několika druhy netopýrů. Zimuje v nich netopýr velký (Myotis myotis), netopýr černý (Barbastella barbastellus), netopýr vodní (Myotis daubentonii), netopýr severní (Eptesicus nilssonii) a netopýr ušatý (Plecotus auritus).